# Come Away Melinda/Unidentified Flying Object
Come Away Melinda/Unidentified Flying Object è un singolo del gruppo musicale inglese UFO, pubblicato nel 1970.

## Tracce
Lato A
1. Come Away Melinda (Minkoff, Hellerman)

Lato B
1. Unidentified Flying Object (UFO)